# Kühne Logistics University
Kühne Logistics University (KLU) je zasebna poslovna šola in univerza s sedežem v Hamburgu (Nemčija). KLU je leta 2010 ustanovil nemški podjetnik in milijarder Klaus-Michael Kühne (delničar družb Kühne+Nagel, Hapag-Lloyd in Lufthansa), spodbuja pa splošno upravljanje, poslovanje in upravljanje dobavne verige. Rektor univerze je trenutno Andreas Kaplan.
KLU zajema celoten portfelj univerzitetnega izobraževanja in izobraževanja vodilnih kadrov – od dodiplomskega in magistrskega študija ter programa MBA, vse do strukturiranega doktorskega programa. Univerza se financira predvsem s šolninami in fundacijo Kühne Foundation.